# ホラーゲーム
ホラーゲーム（英: horror game/scary game）は、プレイヤーに恐怖感を与えて楽しませるゲームのジャンルである。

## 概要
これらのジャンルは体験型で生理的感情面に訴えるエンターテインメントであるホラーの性質上、コンピューターゲームとしてのホラーゲームが多いが、昔ながらの怪談にゲーム性や能動的課題解決のためのルールが与えられたものとして、テーブルトーク・ロールプレイングゲーム型のホラーゲームもいくつか存在する。
カードゲームやボードゲームにも、ホラー的なテーマを取り扱ったゲームが存在するが「プレイヤーに恐怖感を与える」にはシステムが不向きであるため、それらはホラーゲームには含まれない。
一般には過剰な残酷描写をもってユーザーにアピールする残酷ゲームというジャンルも存在するが、ホラーゲームでは恐怖心によってユーザーに緊張を強いるものであり、古典ホラー作品に見られる「未知の物」や「隠された謎」のほうが重要視される傾向があり、むしろ残酷な描写は避けられる傾向が見られる。
初期はバイオハザードシリーズやサイレントヒルシリーズのような洋風の雰囲気を持つゲームが多かったが、2000年以降は『零』や『SIREN』のように和風のホラーを題材としたゲームも多い。
最近では、携帯向けコンテンツとして上記の移植版を含め、様々なケータイホラーゲームも配信されている。

## コンピュータゲームの例
Category:ホラーゲームを参照。

## テーブルトークRPGの例
- クトゥルフの呼び声
- ゴーストハンターRPG